# Simira glaziovii
Simira glaziovii är en måreväxtart som först beskrevs av Karl Moritz Schumann, och fick sitt nu gällande namn av Julian Alfred Steyermark. Simira glaziovii ingår i släktet Simira och familjen måreväxter. Inga underarter finns listade i Catalogue of Life.